# 托隆莱梅米斯
托隆莱梅里斯（法語：Thollon-les-Mémises，法語發音：[tɔlɔ̃ le memiz]）是法国上萨瓦省的一个市镇，属于托农莱班区。

## 地理
托隆莱梅米斯（46°23'18"N, 6°41'56"E）面积13.78 平方千米，位于法国奥弗涅-罗讷-阿尔卑斯大区上萨瓦省，该省份为法国东部省份，历史上为薩伏依的一部分，北与瑞士接壤，西接安省，南至萨瓦省，东与瑞士和意大利接壤。
与托隆莱梅米斯接壤的市镇（或旧市镇、城区）包括：梅耶里、贝尔内克斯、吕格兰、诺韦勒、圣然戈尔夫。

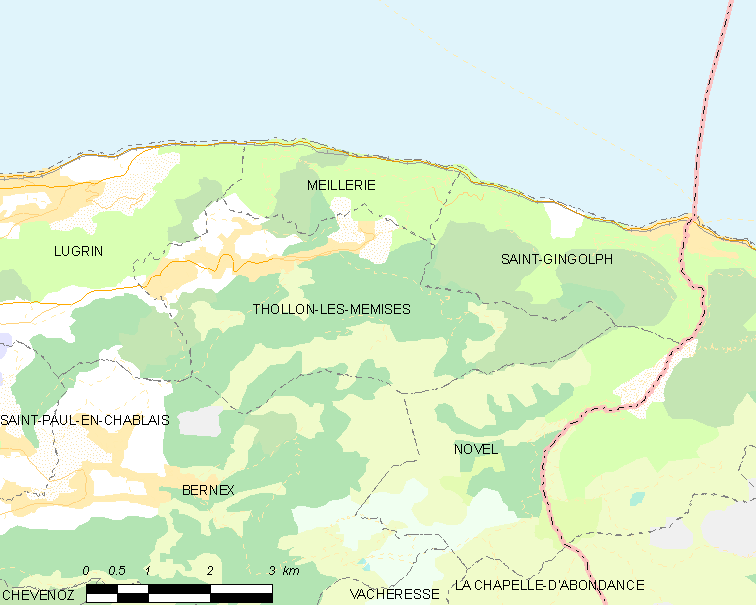
托隆莱梅米斯的OSM定位图

托隆莱梅米斯的时区为UTC+01:00、UTC+02:00（夏令时）。

## 行政
托隆莱梅米斯的邮政编码为74500，INSEE市镇编码为74279。

## 政治
托隆莱梅米斯所属的省级选区为埃维昂莱班县。

## 人口

1962-2008年间托隆莱梅米斯人口变化图示

托隆莱梅米斯于2022年1月1日时的人口数量为808人。